# 张和 (1915年)
张和（1915年—1967年7月22日），中国人民解放军将领、中国人民解放军开国少将。
曾任中国人民解放军成都军区后勤部政治部主任。1955年，授予中国人民解放军少将。曾任中国人民解放军总后勤部工厂部部长。